# Каледонске планине
58° 01′ 08″ С; 4° 28′ 26″ З / 58.019° С; 4.474° З
Каледонске планине (енгл. Northwest Highlands) се налазе на северу Уједињеног Краљевства, у центру Шкотске. Највише су планине у Великој Британији. Највиши врх је Бен Невис. Каледонске планине су у 19. веку биле извор инспирације за многе романтичаре. Међу њима је и Феликс Менделсон који је компоновао Шкотску симфонију. У њима и данас постоје школе гајди.

## Историја
Шкоти, који долазе из Ирске, и келтски народ Пикти населили су ове области и чине највеће етничке групе у Шкотској. Још од 1. века пре нове ере ова племена су ушла у крваве сукобе.
Након уједињена тронова Шкотске и Енглеске 1603. и каснијег уједињена обеју држава 1707. године, до којег је дошло због енглеског притиска, у Каледонским планинама избијали су устанци. Један од њих, предвођен грофом Маром, угушио је војвода Аргајл. Након овог догађаја, познатог као чишћење планина, цела област је опустела и остала скоро сасвим ненасељена до данашњег дана. 

## Клима
Умерена морска. Велике количине падавина и јаки ветрови. Просечне температуре: 3 °C у јануару и 14 °C у јулу.

## Знаменитости
Језерски и планински пејзажи, замак Ејлеан Донан на језеру Лох Дујх, Инвернес.

## Градови
- Инвернес (највећи)
- Форт Вилијам
- Канич
- Инвери

## Врхови
| Врх           | Надморска висина |
| ------------- | ---------------- |
| Бен Невис     | 1343 м           |
| Карн Ејџ      | 1182 м           |
| Сгур Мор      | 1109 м           |
| Бен Вивис     | 1045 м           |
| Бен Мор Асинт | 998 м            |
| Бен Клибрек   | 961 м            |
| Бен Хоуп      | 927 м            |

## Језера
- Фарар
- Лох Нес
- Лох Лохи
- Лох Лини

## Реке
- Конон
- Ојкл
- Брум
- Турсо